# Jane Says
Jane Says ist der Titel eines Liedes der amerikanischen Alternative-Rock-Band Jane’s Addiction. Es wurde das erste Mal mit dem Debüt- und Livealbum Jane’s Addiction im Jahr 1987 veröffentlicht. Für das 1988 erschienene Studioalbum Nothing’s Shocking nahm die Band das Lied noch einmal auf, diese Version war wesentlich erfolgreicher und ist allgemein auch besser bekannt als das Original. 1988 platzierte es sich auf Platz 25 in der neu eingeführten Chartauflistung mit Alternative Songs des Billboard-Magazins und hielt sich dort insgesamt 18 Wochen.
Es wurde zwischen 1985 und 1986 von den beiden Bandmitgliedern Farrell und Avery geschrieben.

## Inhalt
Das Lied handelt von einer Frau mit dem Namen Jane, die ein völlig außer Kontrolle geratenes Leben führt und unter verschiedenen Problemen, wie beispielsweise Liebeskummer und einer Drogenabhängigkeit, massiv leidet. Sänger Perry Farrell bestätigte, dass in seinem früheren Umfeld zur Zeit der Bandgründung in den 80ern eine Jane lebte. Diese litt an schweren Suchtproblemen und war außerdem mit dem Dealer Sergio zusammen, der ebenfalls im Text als Liebhaber Erwähnung findet. 

„Around 1984, I rented a big house on Wilton, near Hancock Park, […] and one of my housemates was Jane, this strangely beautiful, well-to-do girl who got caught up in the drug scene and fell in love with a dealer named Sergio.“

Die in Los Angeles lebende Jane Bainter konnte ihre Drogenabhängigkeit später überwinden.

## Musikvideo
Für das Album Kettle Whistle wurde eine Live-Aufführung von Jane Says gefilmt und als offizielles Musikvideo zu dem Lied 1997 veröffentlicht, während die Audio hingegen von einem Konzert im Juli 1991 stammt. Im Video ist statt Farrell der Musiker Flea am Bass zu sehen.